# Wolfgang Melchior Stisser

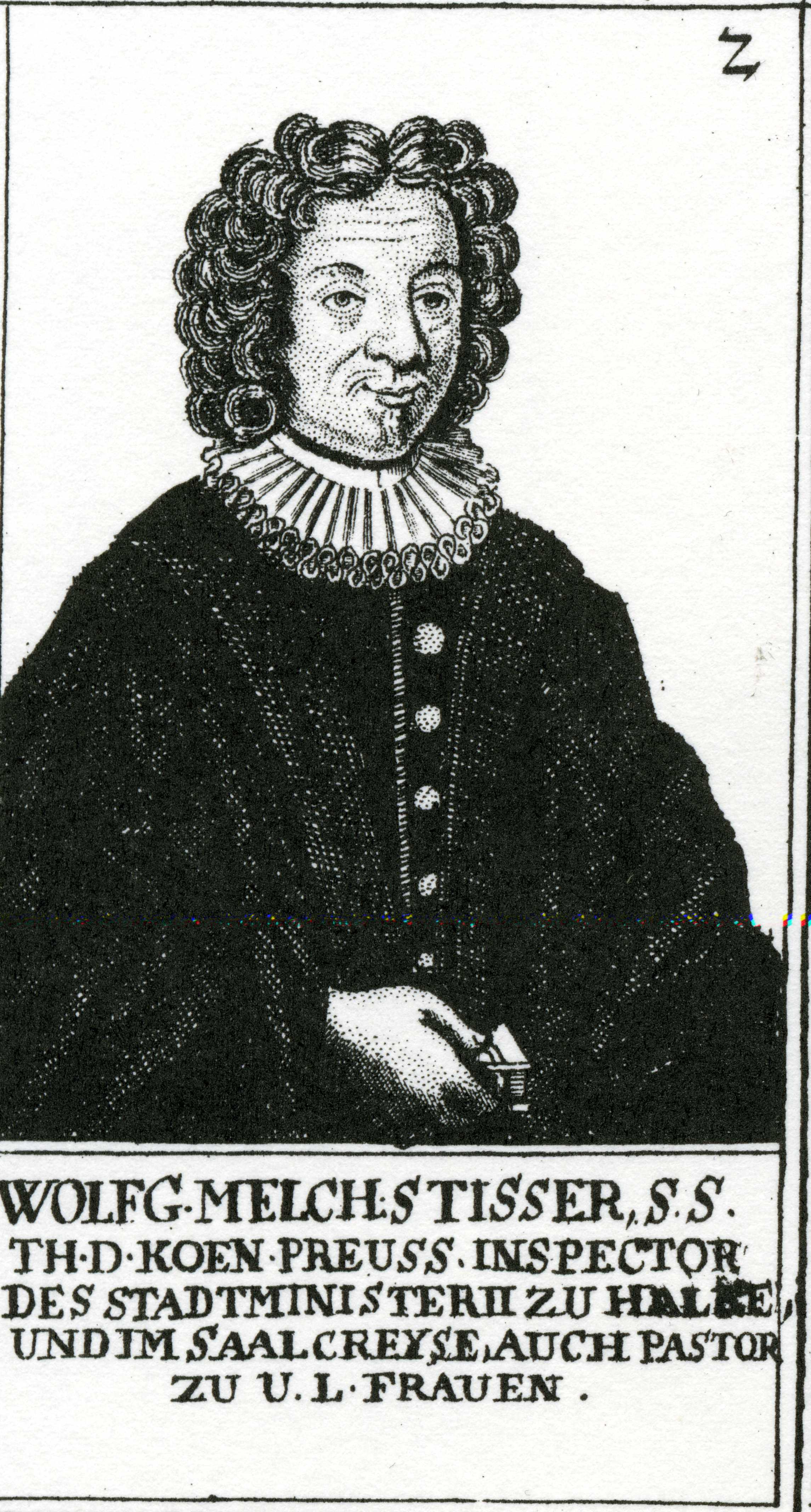
Bildnis von Wolfgang Melchior Stisser aus Johann Christoph von Dreyhaupts Pagus Neletizi et Nudzici. (1749/50)

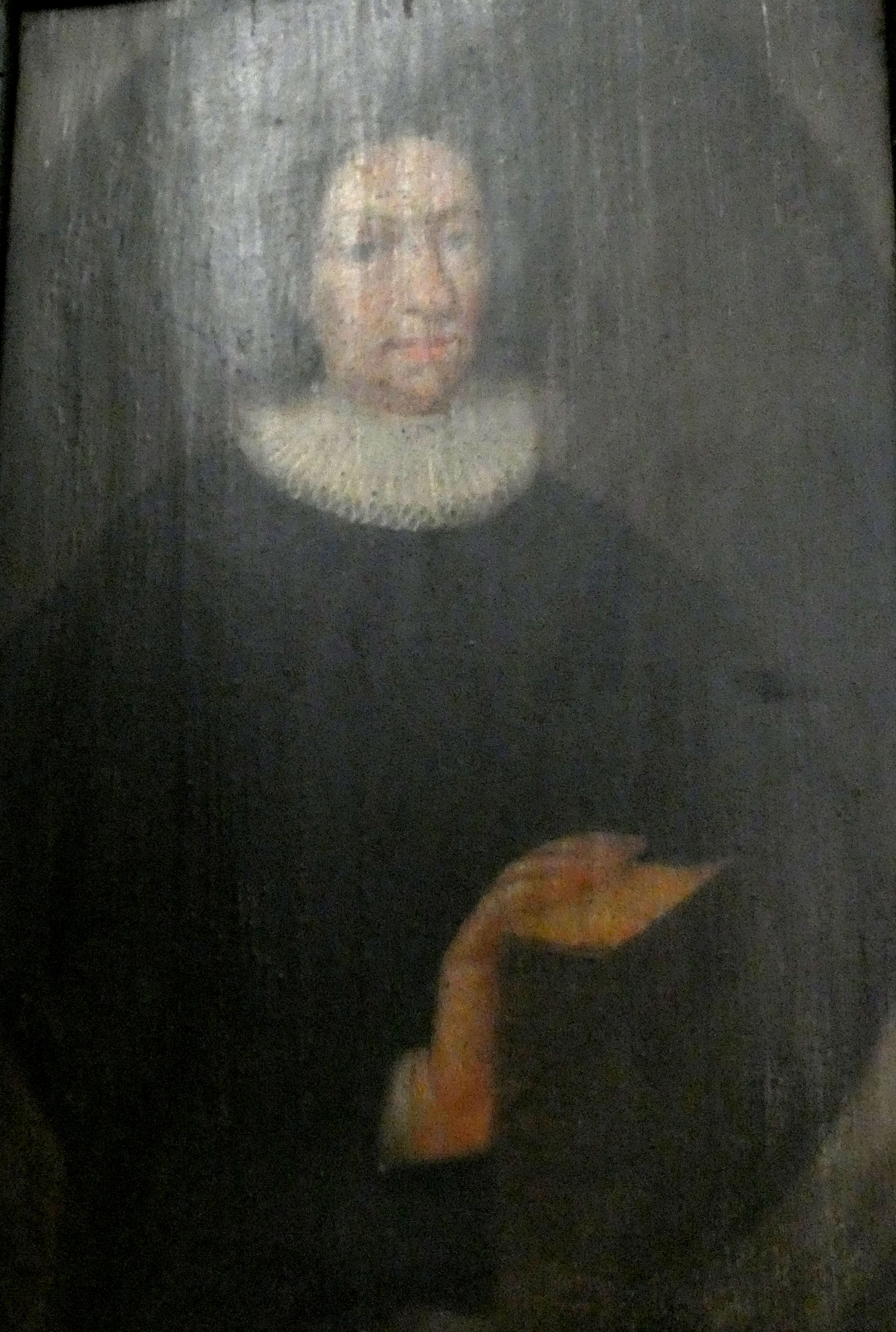
Porträt von Wolfgang Melchior Stisser aus der Marktkirche Unser Lieben Frauen

Wolfgang Melchior Stisser (* 11. Dezember 1632 in Halle; † 13. April 1709 ebenda) war ein deutscher evangelischer Theologe und Lehrer. Stisser war Kirchen- und Schulinspektor im Saalkreis und Oberpfarrer an der Marktkirche Unser Lieben Frauen in Halle.

## Leben
Stisser kam aus einer Familie, aus der zahlreiche Rechtswissenschaftler und Theologen hervorgegangen sind. Sein Großvater Kilian Stisser (1562–1620) war Geheimer Rat und Kanzler des Erzstiftes Magdeburg. Sein Vater Bruno Stisser († 1646) war Assessor am Braunschweiger Hofgericht und später Senior des Schöffenstuhls in Halle. Er heiratete Elisabeth, die Tochter des halleschen Schultheiß Melchior Hoffmann und Mutter von Wolfgang Melchior.
Bis zu seinem 14. Lebensjahr erhielt Stisser Privatunterricht. Als Stissers Vater 1646 starb, übernahm die Hallesche Pfännerschaft die Kosten seiner Ausbildung. Ab 1647 besuchte er das Hallesche Gymnasium und wurde dort unter anderem von Christian Gueintz und Christian Friedrich Franckenstein unterrichtet. 1651 begann er ein Studium der Theologie und Philosophie an der Universität Leipzig. Er besuchte Vorlesungen über Philosophie bei Hieronymus Kromayer und Mathematik bei Erhard Weigel sowie über Theologie bei Martin Geier, Johann Benedikt Carpzov und Johann Hülsemann. Im Februar 1653 wechselte er an die Universität Jena, wo er noch im gleichen Monat die Magisterprüfung bei Dekan Johann Zeisold bestand. Im Juli 1653 immatrikulierte sich Stisser an der Universität Wittenberg. In Wittenberg hatte der lutherisch-orthodoxe Theologe Abraham Calov großen Einfluss auf ihn, der ihn auch als Tisch- und Hausgenossen bei sich aufnahm. Unter Calov verteidigte er mehrere Disputationen an der Wittenberger Universität. Ab Frühjahr 1657 bereiste er einige Universitätsstädte, so unter anderem Straßburg, Tübingen, Freiburg im Breisgau, Basel und Gießen. In Straßburg wurde er als Tischgenosse von Johann Conrad Dannhauer und in Gießen von David Christiani aufgenommen. An der Universität Gießen beendete er im Februar 1658 seine Studien mit einer öffentlichen Disputation unter Peter Haberkorn.
Nach Halle zurückgekehrt hielt er nun selbst private Lehrveranstaltungen, verfasste aber auch erste Epicedien für bekannte hallesche Persönlichkeiten. 1660 wurde Stisser Hauslehrer und Hofmeister bei den adligen Familien von Taubenheim, von Marschalck und von Freyburg. Aus letzterer Familie begleitete er zwei Söhne an die Universität Altdorf. In Altdorf hatte er selbst Gelegenheit zu weiteren Studien. 1662 folgte er dem Ruf als Adjunkt an die Marktkirche Unsrer Lieben Frauen nach Halle. 1672 wechselte er als Oberdiakon an die St.-Ulrich-Kirche in Halle, wo er am Palmsonntag seine Antrittspredigt abhielt. 1674 wurde bei einem Großfeuer das Pfarrhaus zerstört, wobei auch seine Bibliothek sowie zahlreiche Manuskripte und Konzepte seiner Predigten verloren gingen. 1689 wurde er Pastor an der St.-Ulrich-Kirche und ein Jahr später Kirchen- und Schulinspektor im Saalkreis. Schon kurz nach der Gründung der Universität Halle ließ sich Stisser immatrikulieren. Er promovierte dort Anfang Juli 1694 bei dem Prorektor Johann Wilhelm Baier zum Doktor der Theologie und erhielt das Lizenziat.
Nach dem Tod von Johann Christian Olearius 1699 übernahm er dessen Pfarrstelle an der Marktkirche Unser Lieben Frauen in Halle. Gleichzeitig wurde ihm die Inspektion des Stadtministeriums übertragen. Mit den pietistischen Professoren an der Halleschen Universität war der streng lutherische Stisser, ebenso wie andere Mitglieder des Stadtministeriums, in theologischen Streit geraten. Der brandenburgische Kurfürst und spätere preußische König Friedrich III. sah sich genötigt, eine Kommission unter dem Vorsitz von Johann Fischer und Samuel Stryk einzusetzen, um die Streitigkeiten zu beenden.
Am Ende seines Lebens litt Stisser an einer schweren Magenerkrankung. Am 13. April 1709 starb Wolfgang Melchior Stisser, im Alter von 76 Jahren, in Halle an den Folgen eines Schlaganfalls. Die Leichenpredigt hielt sein Nachfolger an der Marktkirche Johann Michael Heineccius. Das Leichenprogramm der Universität Halle veranstaltete Christian Thomasius.
Stisser war seit dem 16. August 1664 mit Dorothea verheiratet, der Tochter des halleschen Ratsherren Alexander Buchbach. Seine Frau starb ein Jahr vor ihm, sie hatten elf Kinder. Gedruckt und veröffentlicht wurden von ihm, neben seiner Dissertation, vor allem zahlreiche Leichenpredigten und Disputationen.

## Veröffentlichungen (Auswahl)
- Discussio Controversiarum Hodierno Tempore Inter Ecclesias Orthodoxas Lutheranorum et Heterodoxas Sacramentariorum Agitatarum De S. Baptismi Scramento. Wittenberg 1656.
- Posthumus Beati D. Iusti Feurbornii Anti-Eniedinus, Seu Vindicationes Locorum Sacrorum; Quae corrupit Eniedinus. Quarum, Disputationem Quintam. Gießen 1658.
- Ehren-Grabmahl zusambt Traur- und Trost-Gedancken über den Hochseeligen Hintritt und absterben Der Agnesen geborner de Wreden. Halle 1659.
- Unterthänigste Bezeugung Schuldigstes Mittleidens über den frühzeitigen sel. Hintritt Derer Fürstinnen Frl. Catharinen / Frl. Elisabethen / Frl. Dorotheen / Allerseits gebohrnen Hertzoginnen zu Sachsen / Jülich / Cleve und Berg. Halle 1663.
- Trauer- und Trost-Gedichte Uber Den unvermutheten frühzeitigen Verlust Des Hochrühmlichen Geschlechts- und Preißwürdigen Tugend-Adels der Dorotheen Catharinen von Witzleben. Halle 1671.
- Königliche Einführung der gläubigen Seelen in die Geheime Kammer der Gnaden und Ehren. Halle 1675.
- Constantia Oleae sacrae in domo Jehovae. Halle 1685.
- Der Priesterliche Schmuck. Leichenpredigt auf Andreas Christoph Schubart. Halle 1689.
- Dissertationem Theologicam Inauguralem, De Adynamia Implendi Legem. (Dissertationsschrift), Halle 1694.
- Der freudige Ruhm St. Pauli und aller treuen Diener Christi. Leichenpredigt auf Johann Christian Olearius. Weißenfels 1699.
- Das ausbündige Buch des heiligen Hiobs. Als ein Drama sacrum, oder geistliche Trauer- und Freudengeschicht in 112 Predigten. Leipzig 1704.